# Mikołaj Kupiec
Mikołaj Kupiec (ur. 17 października 1993) – polski piłkarz ręczny, lewy rozgrywający, od 2018 zawodnik Zagłębia Lubin.
Wychowanek Orlika Świebodzin. W latach 2009–2012 był uczniem i zawodnikiem SMS-u Gdańsk, w którego barwach grał przez dwa sezony w I lidze. W pierwszej części sezonu 2012/2013 występował w pierwszoligowej Spójni Gdynia.
W latach 2013–2018 był zawodnikiem Mebli Wójcik Elbląg, w których barwach przez trzy i pół sezonu grał w I lidze, a przez dwa sezony w Superlidze. W najwyższej klasie rozgrywkowej zadebiutował 9 września 2016 w spotkaniu z Wisłą Płock (24:29), w którym rzucił cztery bramki. W sezonie 2016/2017 rozegrał w Superlidze 27 meczów i zdobył 80 goli. W sezonie 2017/2018 wystąpił w 23 spotkaniach, w których rzucił 76 bramek.
W 2018 przeszedł do Zagłębia Lubin. W sezonie 2018/2019 rozegrał w Superlidze 12 meczów i zdobył 14 goli.
W listopadzie 2016 zadebiutował w reprezentacji Polski B podczas turnieju towarzyskiego w Płocku, w którym rozegrał trzy mecze i rzucił pięć bramek.